# Chủ tịch Hạ viện Hoa Kỳ
Chủ tịch Hạ viện Hoa Kỳ (tiếng Anh: Speaker of the United States House of Representatives, hay Speaker of the House) là viên chức chủ tọa của Hạ viện Hoa Kỳ. Chức vụ này được thành lập vào năm 1789 theo Điều I, Mục II, của Hiến pháp Hoa Kỳ. Theo thông lệ và quy định của Hạ viện, người phát ngôn là người lãnh đạo chính trị và nghị viện của Hạ viện và đồng thời là người chủ trì, người lãnh đạo thực quyền của đảng chiếm đa số trong và là người đứng đầu hành chính của viện. Chủ tịch cũng thực hiện nhiều chức năng hành chính và thủ tục khác. Với nhiều vai trò và trách nhiệm như vậy, Chủ  không đích thân chủ trì các cuộc tranh luận - thay vào đó, nhiệm vụ đó được giao cho các thành viên của Hạ viện từ đảng chiếm đa số - và cũng không thường xuyên tham gia các cuộc tranh luận trên sàn.
Hiến pháp không yêu cầu rõ ràng người phát ngôn phải là thành viên đương nhiệm của Hạ viện, mặc dù cho đến nay, mọi người phát ngôn đều là thành viên và với tư cách là thành viên, người phát ngôn cũng đại diện cho khu vực của họ và vẫn giữ quyền bỏ phiếu. Người phát ngôn là người thứ hai trong danh sách kế vị tổng thống Hoa Kỳ, sau Phó Tổng thống và trước Chủ tịch Thượng viện tạm quyền.
Chủ tich thứ 56 và đương nhiệm của Hạ viện là Mike Johnson, một đảng viên Cộng hòa đến từ bang Louisiana.

## Bầu cử
Hạ viện Hoa Kỳ sẽ bầu chủ tịch hạ viện vào ngày đầu tiên của mỗi tân Quốc hội Hoa Kỳ. Mỗi đảng đề cử 1 ứng cử viên và bất cứ ai nhận được đa số phiếu thì sẽ trở thành chủ tịch hạ viện. Tân chủ tịch hạ viện sẽ được một thành viên phục vụ thâm niên nhất (dân biểu này được tái đắc cử nhiều nhiệm kỳ nên làm việc liên tục và lâu nhất trong Hạ viện) của hạ viện làm lễ tuyên thệ. Hiến pháp Hoa Kỳ không có bắt buộc chủ tịch hạ viện phải là thành viên hiện tại của Hạ viện Hoa Kỳ; tuy nhiên, mọi vị chủ tịch được bầu từ xưa đến nay đều cũng là một dân biểu đắc cử.
Thường thường có một mức độ đồng thuận nào đó bên trong giới lãnh đạo đảng trong vấn đề ai đáng là ứng cử viên cho chức vụ chủ tịch hạ viện. Người nào sẽ được bầu làm Chủ tịch đã trở thành điều hiển nhiên trong vòng từ hai đến ba tuần trước khi có cuộc bầu cử tại Hạ viện để chọn chủ tịch. Trong thực tế hiện nay, Chủ tịch sẽ được chọn bởi đảng đa số và từ nhóm các nhà lãnh đạo cao cấp của đảng đa số (nhưng chỉ khi nào chức vụ này sắp bị bỏ trống hay khi đảng đa số bị đổi sang 1 đảng khác). Các chủ tịch hạ viện trước đây, có người từng là lãnh đạo thiểu số (khi đảng đa số đổi sang 1 đảng khác và người này lúc đó đang là lãnh tụ đảng của mình tại Hạ viện thì vị lãnh tụ thiểu số như thế thường thường sẽ được đảng của mình đề cử ra tranh chức chủ tịch hạ viện), có người từng là lãnh tụ đa số (ngay khi chủ tịch hạ viện hiện tại của đảng đa số ra đi), có người là viên chức đặc trách kỷ luật của đảng (tiếng Anh gọi là whip, ví dụ trường hợp của ông Newt Gingrich là một whip của Đảng Cộng hòa khi trở thành chủ tịch hạ viện vào năm 1995).
Cũng có một vài trường hợp ngoại lệ vượt ra khỏi hệ thống phân cấp thông thường. Năm 1997, một số lãnh tụ quốc hội của đảng Cộng hòa tìm cách buộc Chủ tịch Hạ viện Newt Gingrich từ chức; tuy nhiên Newt Gingrich từ chối vì điều này bắt buộc một cuộc bầu cử chủ tịch hạ viện mới phải được tiến hành, dẫn đến khả dĩ là các đảng viên Dân chủ cùng với một số đảng viên Cộng hòa bất mãn sẽ bầu cho đảng viên Dân chủ là Dick Gephardt làm chủ tịch hạ viện (khi đó ông là Lãnh tụ Thiểu số tại Hạ viện Hoa Kỳ). Sau bầu cử giữa kỳ năm 1998, khi Newt Gingrich (Cộng hòa) thôi chức chủ tịch vì đảng Cộng hòa mất đi vị thế đảng đa số thì lãnh tụ đa số Richard Armey (Dân chủ) và viên chức đặc trách kỷ luật của đảng đa số là Tom DeLay (Dân chủ) đã chọn không ra ứng cử cho chức vụ chủ tịch. Điều này cho phép chủ tịch ủy ban hạ viện đặc trách chi tiêu của chính phủ là Bob Livingston (Dân chủ) trở thành chủ tịch hạ viện tân cử, nhưng chẳng bao lâu sau đó lại rút lui. Sau cùng thì viên chức phó đặc trách kỷ luật đảng là Dennis Hastert (Dân chủ) được bầu làm chủ tịch hạ viện.
Thông thường các thành viên Hạ viện Hoa Kỳ sẽ bầu cho ứng viên thuộc đảng của mình. Nếu họ không làm thế thì họ sẽ bầu cho một người khác cũng trong đảng của mình. Những ai bầu cho ứng viên thuộc đảng chính trị khác, thường thường phải đối mặt những hậu quả trầm trọng, tùy theo và có thể bao gồm việc mất tình trạng thâm niên hay vị thế cao cấp của mình trong đảng. Trường hợp lớn gần đây nhất mà trong đó có một dân biểu đã bỏ phiếu cho ứng viên đảng khác là vào năm 2000 khi dân biểu Dân chủ Jim Traficant từ tiểu bang Ohio đã bỏ phiếu cho ứng viên Cộng hòa Dennis Hastert. Để phản ứng lại việc này, các đảng viên Dân chủ đã hủy bỏ tình trạng thâm niên và vị thế cao cấp của ông trong đảng. Kết cục là ông mất hết các chức vụ trong các ủy ban hạ viện.
Dân biểu Cộng Hòa Mike Johnson từ tiểu bang Louisiana, trở thành Chủ tịch Hạ viện Hoa Kỳ vào cuối tháng 10 năm 2023.

## Lịch sử

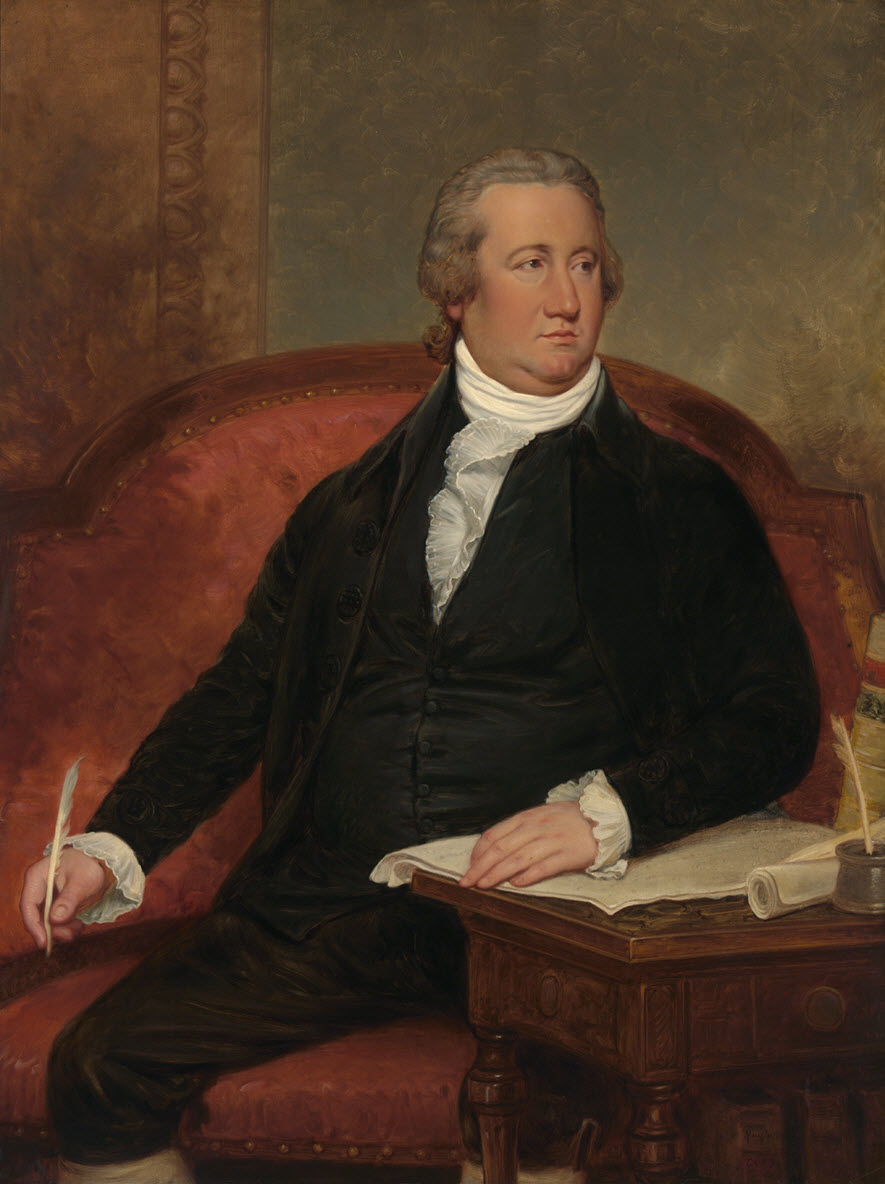
Frederick Muhlenberg (1789–1791, 1793–1795) là chủ tịch hạ viện đầu tiên.

Chủ tịch hạ viện đầu tiên là Frederick Muhlenberg, được bầu khi là một đảng viên thuộc Đảng Liên bang cho bốn khóa Quốc hội Hoa Kỳ đầu tiên. Chức vụ chủ tịch hạ viện có được quyền lực lần đầu tiên là dưới thời của Henry Clay (1811–1814, 1815–1820, và 1823–1825). Đối ngược với những vị tiền nhiệm của ông, Clay đã tham dự vào một số cuộc tranh luận, và sử dụng ảnh hưởng của mình để đạt được mục đích thông qua các luật lệ mà ông ủng hộ - chẳng hạn như việc tuyên chiến trong Chiến tranh 1812, và vô số luật khác có liên quan đến "Hệ thống Mỹ" của Clay. Hơn thế nữa, khi không có ứng cử viên nào nhận được đa số phiếu đại cử tri đoàn trong cuộc bầu cử tổng thống năm 1824, khiến cho việc chọn Tổng thống Hoa Kỳ phải được Hạ viện Hoa Kỳ quyết định. Chủ tịch Hạ viện Clay đưa sự ủng hộ của mình dành cho John Quincy Adams thay vì Andrew Jackson và vì thế John Quincy Adams chiến thắng. Sau khi Clay về hưu năm 1825, quyền lực của chủ tịch hạ viện một lần nữa lại bắt đầu suy vong; tuy nhiên vào cùng lúc đó, các cuộc bầu cử chủ tịch hạ viện lại trở nên ngày càng gay go căng thẳng. Khi Nội chiến Hoa Kỳ sắp đến gần thì một số các phần tử bên trong các đảng chính trị tự đề cử ra ứng cử viên của mình, khiến cho rất khó cho một ứng cử viên nào đạt được một đa số phiếu. Năm 1855 và lần nữa vào năm 1859, chẳng hạn, cuộc đua tranh chức chủ tịch hạ viện kéo dài đến 2 tháng trước khi hạ viện đạt được một kết quả. Các chủ tịch hạ viện có chiều hướng ngồi ở chức vị này rất ngắn hạn; Ví dụ từ năm 1839 đến năm 1863 có đến 11 chủ tịch hạ viện, chỉ có một người phục vụ hơn 1 nhiệm kỳ.
Về cuối thế kỷ 19, chức vụ chủ tịch hạ viện bắt đầu phát triển thành một chức vụ đầy quyền lực. Một trong số những nguồn lực quan trọng nhất để tạo nên quyền lực của chủ tịch hạ viện là chức vụ chủ tịch Ủy ban Luật pháp Hạ viện Hoa Kỳ (United States House Committee on Rules) mà sau khi có cuộc tái tổ chức hệ thống ủy ban vào năm 1880 đã trở thành một ủy ban thường trực đầy quyền lực nhất của Hạ viện Hoa Kỳ. Hơn thế, một số các chủ tịch hạ viện đã trở thành những khuôn mặt lãnh đạo trong các đảng chính trị của mình; các ví dụ gồm có các đảng viên Dân chủ Samuel J. Randall, John Griffin Carlisle, và Charles F. Crisp, hay đảng viên Cộng hòa James G. Blaine, Thomas Brackett Reed, và Joseph Gurney Cannon.
Quyền lực của chủ tịch hạ viện được nâng lên tầm cao dưới thời của đảng viên Cộng hòa Thomas Brackett Reed (1889–1891, 1895–1899) làm chủ tịch hạ viện. "Sa hoàng Reed", biệt danh mà các đối thủ của ông đã dùng để gọi ông, đã tìm cách chấm dứt sự ngăn cản thông qua các đạo luật mà đảng thiểu số thường tiến hành bằng chiến thuật không bỏ phiếu mặc dù có mặt tại phòng họp hạ viện. Bằng cách từ chối bỏ phiếu như thế, đảng thiểu số có thể tin chắc rằng số phiếu biểu quyết cần thiết không đạt được thì kết quả biểu quyết sẽ trở thành bất hợp lệ và vì vậy 1 đạo luật sẽ không thể trở thành luật. Tuy nhiên, Reed tuyên bố rằng các thành viên hạ viện có mặt tại phòng họp hạ viện nhưng từ chối bỏ phiếu sẽ vẫn được tính phiếu vì mục đích đạt được con số phiếu cần thiết. Bằng cách này và những lệnh khác, Reed muốn bảo đảm rằng các đảng viên Dân chủ không thể ngăn cản chương trình nghị sự của đảng Cộng hòa. Vị thế chủ tịch hạ viện lên đến đỉnh điểm trong nhiệm kỳ của đảng viên Cộng hòa Joseph Gurney Cannon (1903–1911). Cannon đã thực hiện sự kiểm soát khác thường đối với tiến trình lập pháp; ông định đoạt chương trình nghị sự của Hạ viện Hoa Kỳ, bổ nhiệm thành viên cho tất cả các ủy ban hạ viện, chọn ra các chủ tịch ủy ban hạ viện, lãnh đạo ủy ban luật pháp hạ viện, và định đoạt ủy ban hạ viện nào sẽ được xem xét mỗi đạo luật. Ông sử dụng quyền lực của mình một cách mạnh mẽ để đoan chắc rằng các đề nghị của đảng Cộng hòa được Hạ viện Hoa Kỳ thông qua. Tuy nhiên vào năm 1910, các đảng viên Dân chủ và một số đảng viên Cộng hòa bất mãn đã cùng hợp sức với nhau tước lấy rất nhiều quyền lực của ông trong đó có bao gồm khả năng nêu tên các thành viên ủy ban và chức chủ tịch Ủy ban Pháp luật Hạ viện Hoa Kỳ. 15 năm sau, Chủ tịch Hạ viện Nicholas Longworth đã phục hồi lại được rất nhiều quyền lực đã mất nhưng không phải là tất cả những quyền lực đã bị mất từ chức vụ này.

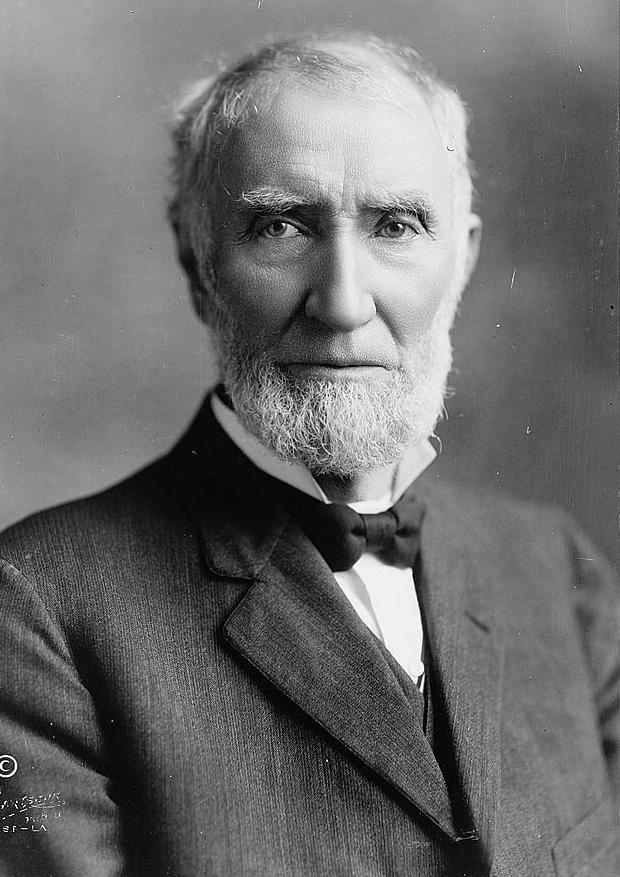
Joseph Gurney Cannon (1903–1911) là một trong những Chủ tịch Hạ viện quyền lực nhất.

Một trong số những chủ tịch hạ viện có ảnh hưởng nhất là đảng viên Dân chủ Sam Rayburn. Rayburn là chủ tịch hạ viện phục vụ lâu nhất trong lịch sử, giữ chức vụ này từ năm 1940 đến 1947, 1949 đến 1953, và từ 1955 đến 1961. Ông giúp tạo hình cho nhiều đạo luật, làm việc thầm lặng trong hậu trường cùng với các ủy ban hạ viện. Ông cũng giúp thông qua một số luật nội địa và các chương trình viện trợ ngoại quốc mà các tổng thống Franklin D. Roosevelt và Harry Truman chủ trương. Người kế nhiệm Rayburn, đảng viên Dân chủ John William McCormack (phục vụ từ 1962–1971), là một chủ tịch hạ viện ít có ảnh hưởng hơn, đặc biệt là vì có sự không hài lòng của các thành viên trẻ hơn trong đảng Dân chủ. Trong giữa thập niên 1970, quyền lực của chủ tịch hạ viện một lần nữa lại phát triển dưới thời của đảng viên Dân chủ Carl Albert làm chủ tịch. Ủy ban Luật pháp Hạ viện Hoa Kỳ không còn là một ủy ban bán độc lập như đã từng như vậy trước đó kể từ cuộc cải tổ năm 1910; thay vào đó, một lần nữa chức vụ này lại trở thành một thứ vũ khí của giới lãnh đạo đảng. Hơn nữa, vào năm 1975, chủ tịch hạ viện được phép bổ nhiệm đa số thành viên cho Ủy ban Pháp luật Hạ viện Hoa Kỳ. Trong khi đó quyền lực của các vị chủ tịch ủy ban bị tước bỏ làm tăng thêm sức ảnh hưởng to lớn của chủ tịch hạ viện.
Người kế nhiệm Albert là đảng viên Dân chủ Tip O'Neill, một chủ tịch hạ viện nổi tiếng vì sự chống đối công khai của ông đối với các chính sách của Tổng thống Ronald Reagan. O'Neill là vị chủ tịch hạ viện phục vụ lâu dài và liên tục nhất (từ năm 1977 đến 1987). Ông thách thức Tổng thống Reagan về các chương trình đối nội và về những chi tiêu quốc phòng. Các đảng viên Cộng hòa đã nhắm mục tiêu vào O'Neill trong các cuộc vận động tranh cử của họ vào năm 1980 và 1982; tuy nhiên, đảng Dân chủ vẫn duy trì được thế đa số trong cả hai năm đó.
Vai trò của các đảng phái bị đảo ngược vào năm 1994 khi đảng Cộng hòa giành quyền kiểm soát Hạ viện Hoa Kỳ sau khi mất đến 40 năm trong vai trò đảng thiểu số. Chủ tịch Hạ viện Newt Gingrich thường xuyên đụng độ với tổng thống Dân chủ Bill Clinton; đặc biệt, chương trình có tên gọi "Contract with America" (tạm dịch: Hợp đồng với nước Mỹ) của Gingrich là một nguồn gây tranh chấp. Gingrich từ chức năm 1998 khi đảng Cộng hòa thất bại nặng nề trong các cuộc bầu cử quốc hội mặc dù vẫn giữ được đa số ít ỏi tại hạ viện. Người kế nhiệm, Dennis Hastert, đóng một vai trò ít nổi bật hơn nhiều. Trong các cuộc bầu cử giữa kỳ năm 2006, đảng Dân chủ giành được đa số tại Hạ viện Hoa Kỳ. Nancy Pelosi trở thành chủ tịch hạ viện khi Quốc hội Hoa Kỳ lần thứ 110 nhóm họp vào ngày 4 tháng 1 năm 2007 đã đưa bà lên thành người phụ nữ đầu tiên trở thành chủ tịch hạ viện. Với việc Barack Obama đắc cử tổng thống và đảng Dân chủ giành quyền kiểm soát cả hai viện quốc hội, Pelosi trở thành chủ tịch hạ viện đầu tiên kể từ khi Tom Foley nắm giữ chức vụ này trong lúc đảng Dân chủ nắm quyền lãnh đạo cả hai viện quốc hội tại Washington. Đảng Cộng hòa giành quyền kiểm soát Hạ viện Hoa Kỳ trong các cuộc bầu cử giữa kỳ năm 2010, và vì thế John Boehner trở thành chủ tịch hạ viện vào đầu tháng 1 năm 2011.
Nếu đảng của chủ tịch hạ viện mất quyền kiểm soát hạ viện trong một cuộc bầu cử, và nếu cả chủ tịch hạ viện và lãnh tụ đa số vẫn còn nằm trong ban lãnh đạo cao cấp của đảng thì điều này có nghĩa rằng họ sẽ trở thành lãnh tụ thiểu số và người đặc trách tổ chức và kỷ luật của đảng thiểu số (minority whip) theo thứ tự vừa nói. Khi đảng thiểu số chỉ còn có một vị trí lãnh đạo sau khi mất chiếc ghế chủ tịch hạ viện thì có thể xảy ra một cuộc chạy đua để giành lấy các vị trí lãnh đạo còn lại. Joseph William Martin, Jr. và Sam Rayburn là hai ví dụ gần nhất về các chủ tịch sắp ra đi nhưng họ vẫn tìm cách trở thành lãnh tụ thiểu số để giữ quyền lãnh đạo đảng tại hạ viện khi đảng của họ bị thay quyền kiểm soát hạ viện trong cuối thập niên 1940 và đầu thập niên 1950. Các chủ tịch hạ viện sau này đều không trở về vị trí lãnh đạo đảng khi đảng của họ bị mất quyền kiểm soát hạ viện (Tom Foley mất ghế của mình, Dennis Hastert trở về vị trí hậu trường của đảng); tuy nhiên, Nancy Pelosi thông báo rằng bà sẽ chạy đua vào chức lãnh tụ thiểu số khi Quốc hội Hoa Kỳ lần thứ 112 khai mạc cũng là lúc chức chủ tịch hạ viện của bà kết thúc.

## Vai trò đảng phái
Hiến pháp Hoa Kỳ không có nói đến vai trò chính trị của chủ tịch hạ viện. Tuy nhiên khi chức vụ này phát triển theo lịch sử thì nó rõ ràng mang màu sắc đảng phái, khác hẳn với vai trò chủ tịch của đa số các nghị viện kiểu-Westminster, ví dụ như Chủ tịch Hạ viện Vương quốc Anh, tuyệt đối không có tính đảng phái. Theo truyền thống, Chủ tịch Hạ viện Hoa Kỳ là người lãnh đạo của đảng đa số tại Hạ viện Hoa Kỳ, cao cấp hơn lãnh tụ đa số. Tuy nhiên, dù được quyền biểu quyết nhưng chủ tịch hạ viện thường không tham gia tranh luận và hiếm khi biểu quyết tại phòng họp hạ viện.
Chủ tịch hạ viện có trách nhiệm làm sao để Hạ viện thông qua các quy trình luật mà đảng đa số ủng hộ. Để đạt được mục tiêu này, chủ tịch hạ viện có thể vận dụng quyền lực của mình để quyết định khi nào thì mỗi đạo luật sẽ được đưa ra phòng họp hạ viện. Chủ tịch cũng làm chủ tọa ủy ban hướng dẫn hạ viện của đảng đa số. Trong khi chủ tịch hạ viện là người lãnh đạo chức năng của đảng đa số tại hạ viện thì vị Chủ tịch Thượng viên tạm quyền tại thượng viện không được như vậy mà chỉ là một chức vụ danh dự và nghi thức.
Khi chủ tịch hạ viện và tổng thống là hai người cùng chung đảng phái thì chủ tịch hạ viện thường thường đóng một vai trò ít nổi bật hơn, đó là lãnh tụ của đảng đa số. Ví dụ, Chủ tịch Hạ viện Dennis Hastert đóng một vai trò không mấy nổi bật dưới thời của người đồng đảng phái Cộng hòa là Tổng thống George W. Bush. Ngược lại, khi chủ tịch và tổng thống là hai người từ hai đảng phái đối lập nhau thì vai trò công khai và sức ảnh hưởng của chủ tịch hạ viện có chiều hướng tăng dần. Khi đó Chủ tịch hạ viện là thành viên cao cấp nhất của đảng đối lập và thường thường là đối thủ công khai chính đối với chương trình nghị sự của tổng thống. Những ví dụ gần đây nhất gồm có Tip O'Neill, một đối thủ to tiếng chống đối các chính sách quốc phòng và đối nội của Tổng thống Ronald Reagan; Newt Gingrich đã đụng độ dữ dội với Tổng thống Bill Clinton trong việc kiểm soát chính sách đối nội; và Nancy Pelosi đã chống đối với Tổng thống George W. Bush về chính sách đối nội và Chiến tranh Iraq.

## Viên chức chủ tọa
Chủ tịch hạ viện giữ nhiều quyền lực khác nhau trong vai trò của viên chức chủ tọa tại hạ viện nhưng thường khi giao trách nhiệm làm chủ tọa cho thành viên khác thuộc đảng đa số. Chủ tịch có thể phân công bất cứ thành viên nào của hạ viện đóng vai trò như "chủ tịch hạ viện tạm thời" và người này sẽ làm chủ tọa hạ viện. Trong những cuộc thảo luận quan trọng, "chủ tịch hạ viện tạm thời" thường được giao cho một thành viên cao cấp của đảng đa số. Những dịp thông thường khác thì các thành viên cấp thấp hơn có thể được giao nhiệm vụ làm chủ tọa để giúp họ có thêm kinh nghiệm về luật cũng như những cách thức làm việc của hạ viện. Chủ tịch cũng có thể bố trí một chủ tịch hạ viện tạm thời cho những mục đích đặc biệt; Ví dụ, trong lúc Quốc hội đang ngừng họp dài hạn, một dân biểu đại diện cho một khu quốc hội gần thủ đô Washington, D.C. có thể được phân công làm chủ tịch hạ viện tạm thời đặc trách việc ký các đạo luật đã được thông qua.
Tại phòng họp hạ viện, viên chức chủ tọa luôn luôn được gọi là "Mister Speaker" hay "Madam Speaker" (mặc dù ông hay bà Chủ tịch Hạ viện không phải chính là người đang làm chủ tọa). Khi Hạ viện tự mình nhóm lại thành một ủy ban hạ viện thống nhất (Committee of the Whole) thì chủ tịch hạ viện sẽ phân công một thành viên làm chủ tọa cho ủy ban hạ viên thống nhất này trong vai trò chủ tịch ủy ban hạ viện thống nhất và người này sẽ được gọi là "Mister Chairman" hay "Madam Chairwoman". Để phát biểu, các thành viên phải gây chú ý cho viên chức chủ tọa. Viên chức chủ tọa có thể gọi các thành viên phát biểu nhưng với điều kiện là họ phải vui lòng phát biểu và vì thế có thể kiểm soát được nhịp độ của buổi tranh luận. Viên chức chủ tọa cũng có quyền quyết định tất cả các điểm về quy định của phòng họp. Ví dụ, viên chức chủ tọa có quyền chấm dứt lời phát biểu của một thành viên nào đó nếu xét thấy thành viên đó phạm qui. Chủ tọa có trách nhiệm duy trì sự lịch thiệp trang nhã trong phòng họp hạ viện và có thể ra lệnh cho viên chức đặc trách duy trì trật tự (tiếng Anh gọi là Sergeant-at-Arms) thi hành luật lệ chống những thành viên phạm qui.
Quyền lực và trách nhiệm của chủ tịch hạ viện mở rộng ngoài việc làm chủ tọa phòng họp hạ viện. Đặc biệt, chủ tịch hạ viện có sức ảnh hướng to lớn đối với tiến trình chọn người cho các ủy ban hạ viện. Chủ tịch hạ viện là người có thể chọn ra 9 trong số 13 thành viên cho Ủy ban Luật pháp Hạ viện Hoa Kỳ đầy quyền lực mặc dù phải có sự chấp thuận của đảng đa số (ban lãnh đạo của đảng thiểu số chọn 4 thành viên còn lại). Hơn nữa, chủ tịch hạ viện còn bổ nhiệm tất các thành viên của các ủy ban hội thảo và các ủy ban đặc trách. Khi một đạo luật được đưa ra thì chủ tịch hạ viện sẽ quyết định ủy ban nào sẽ xem xét nó. Trong vai trò của một thành viên hạ viện, chủ tịch hạ viện có quyền tham gia tranh luận và biểu quyết nhưng theo thói quen chủ tịch chỉ làm vậy trong những tình huống đặc biệt. Thông thường chủ tịch hạ viện chỉ biểu quyết khi nào mà lá phiếu của chủ tịch mang tính quyết định hay trên các vấn đề rất quan trọng (Ví dụ như các tu chính án hiến pháp).

## Các chức năng khác
Vì các phiên họp chung của cả hai viện lập pháp của Quốc hội Hoa Kỳ được tổ chức tại Đại sảnh Hạ viện nên chủ tịch hạ viện làm chủ tọa tất cả các buổi họp chung như thế. Tuy nhiên, Tu chính án 12 Hiến pháp Hoa Kỳ và Điều khoản 3, Đoạn 15 Bộ luật Hoa Kỳ bắt buộc Chủ tịch Thượng viện Hoa Kỳ phải là người làm chủ tọa trong phiên họp chung của quốc hội để đếm phiếu đại cử tri đoàn và chứng nhận kết quả một cuộc bầu cử tổng thống.
Chủ tịch còn có trách nhiệm trông coi các viên chức của hạ viện –  viên chức thư ký hạ viện (clerk), viên chức đặc trách trật tự hạ viện (sergeant-at-arms), viên chức trưởng hành chính hạ viện, và viên chức tuyên úy hạ viện (chaplain). Chủ tịch có thể sa thải bất cứ viên chức nào ngoại trừ viên chức tuyên úy. Chủ tịch hạ viện bổ nhiệm sử gia hạ viện và tổng tham vấn. Chủ tịch cùng với các lãnh tụ đa số và thiểu số bổ nhiệm tổng thanh tra hạ viện.
Chủ tịch hạ viện đứng thứ hai trong thứ tự kế vị Tổng thống Hoa Kỳ, ngay sau Phó tổng thống Hoa Kỳ theo Đạo luật Kế vị Tổng thống năm 1947. Đứng sau thứ tự kế vị Tổng thống Hoa Kỳ của chủ tịch hạ viện là Chủ tịch Thượng viện Tạm quyền Hoa Kỳ rồi sau đó là các bộ trưởng nội các trong chính phủ liên bang Hoa Kỳ. Tuy nhiên, một số học giả cho rằng luật kế vị này là bất hợp hiến.
Cho đến bây giờ, việc thực thi Đạo luật Kế vị Tổng thống Hoa Kỳ vẫn chưa bao giờ cần dùng đến; chưa có một chủ tịch hạ viện nào đã từng nhận vai trò tổng thống. Việc thực thi luật này gần như cần thiết vào năm 1973 sau khi phó tổng thống Spiro Agnew từ chức. Nhiều người vào lúc đó tin rằng Tổng thống Richard Nixon sẽ từ chức vì vụ tai tiếng Watergate và như thế mở đường cho Chủ tịch Hạ viện Carl Albert lên kế vị. Tuy nhiên trước khi ông từ chức, Tổng thống Nixon đã bổ nhiệm Gerald Ford làm phó tổng thống đúng theo tinh thần của Tu chính án 15 Hiến pháp Hoa Kỳ. Tuy nhiên, chính phủ Hoa Kỳ coi trọng vị trí kế vị của chủ tịch hạ viện, ví dụ, kể từ ngay sau khi có các vụ tấn công khủng bố ngày 11 tháng 9 năm 2001, các chủ tịch hạ viện đã sử dụng các phản lực cơ quân sự để bay đi bay về giữa các khu quốc hội mà họ đại diện hay đi công cán khác. Theo Tu chính án 25 Hiến pháp Hoa Kỳ, chủ tịch hạ viện là một trong số các viên chức phải được thông báo khi tổng thống không thể đảm trách chức vụ tổng thống (Ví dụ khi phải vào bệnh viện giải phẫu) hoặc sau đó có khả năng tiếp nhận lại chức vụ tổng thống. Sau cùng, chủ tịch hạ viện tiếp tục làm đại diện cho cử tri trong khu quốc hội của mình.

## Sách tham khảo
- Garraty, John, ed. American National Biography (1999) 20 volumes; contains scholarly biographies of all Speakers no longer alive.
- Green, Matthew N. The Speaker of the House: A Study of Leadership (Yale University Press; 2010) 292 pages; Examines partisan pressures and other factors that shaped the leadership of the speaker of the U.S. House of Representatives; focuses on the period since 1940.
- Remini, Robert V. The House: the history of the House of Representatives (Smithsonian Books, 2006), the standard scholarly history
- Rohde, David W. Parties and Leaders in the Postreform House (1991)
- Smock, Raymond W., and Susan W. Hammond, eds. Masters of the House: Congressional Leadership Over Two Centuries (1998) short biographies of key leaders
- Zelizer. Julian E. ed. The American Congress: The Building of Democracy (2004) comprehensive history by 40 scholars